# Ptinus speciosus
Ptinus speciosus is een keversoort uit de familie klopkevers (Ptinidae). De wetenschappelijke naam van de soort werd in 1880 gepubliceerd door Thomas Broun.